# Bitam (Algeria)
Bitam è un comune dell'Algeria, situato nella provincia di Batna.